# 빅 더몬

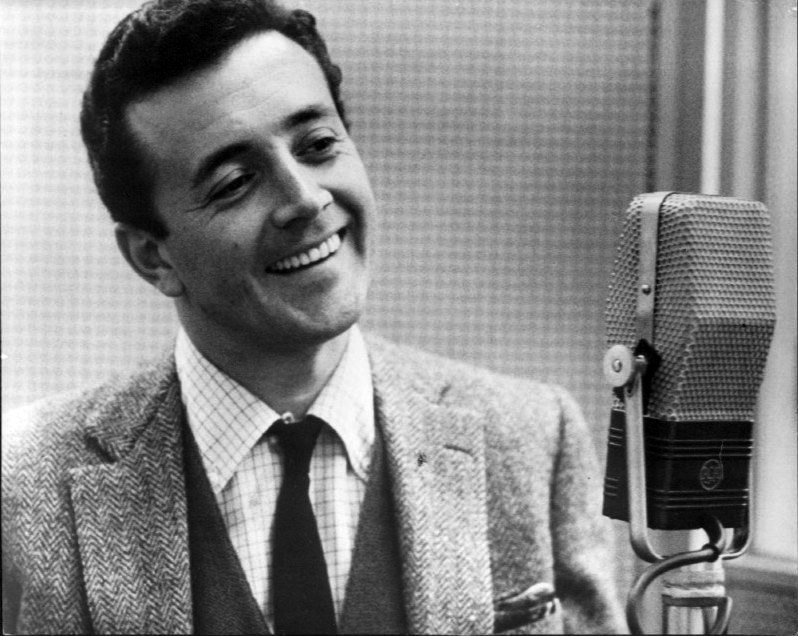

빅 더몬(영어: Vic Damone, 1928년 6월 12일 ~ 2018년 2월 11일)은 미국의 가수이다. 이탈리아계 이민자의 아들로 뉴욕주에서 태어났으며, 본명은 비토 로코 파리놀라(Vito Rocco Farinola)다. 고교시절부터 노래에 재능이 두드러져 졸업 후에는 파라마운트 극장에서 엘리베이터 보이로 있었으나, 페리 코모로부터 노래솜씨를 인정받자 이 극장의 무대에 설 기회를 얻었다. 이후 아름다운 목소리와 교묘한 표현으로 인기를 얻어 미국의 대표적인 가수가 되었다.